# Лесиковка
Лесиковка — поселок в Алексеевском районе (городском округе, с 2018) Белгородской области, входит в состав Советского сельского поселения.

## Описание
Расположен в восточной части области, в 42 км к юго-востоку от районного центра, города Алексеевки. 
| 1859 | 1897 | 2002 | 2010 |
| ---- | ---- | ---- | ---- |
| 485  | ↗523 | ↘44  | ↘28  |

Улицы и переулки
| - ул. Речная |

## История
Упоминается в Памятной книжке Воронежской губернии за 1887 год как "хуторъ Лѣсиковъ" Шелякинской волости Бирюченского уезда. Число жителей обоего пола — 377, число дворов — 55.